# 大寺古清真寺
大寺古清真寺，位于中国青海省循化县清水乡大寺古村，为青海省市县级文物保护单位，公布日期为1995年10月30日，类型为古建筑。
大寺古清真寺的历史年代为清。